# Nicolás Díaz-Saavedra Navarro
Nicolás Díaz-Saavedra Navarro (Las Palmas de Gran Canaria, 1901 - 1974) fue un abogado y político español, alcalde de su ciudad y gobernador de su provincia.

## Biografía
Nacido en la Plaza de Mesa de León, en la casa Sígala (casa de Las Almenas) de Vegueta fue hijo del Tte Coronel de Ingenieros Nicolas Diaz-Saavedra y Hernández y de Candelaria Navarro Sigala.
Estudió en el Colegio de San Agustín de Vegueta. Se licenció en derecho en la Universidad de La Laguna. Volviendo a su ciudad natal donde abrió un prestigioso bufete de abogado en su casa en la calle de Lopez Botas esquina Dr Verneau. Posteriormente se afilió al Partido Republicano Federal de José Franchy y Roca.
En 1931, cuando se proclama la Segunda República Española, fue elegido alcalde de la ciudad de Las Palmas de Gran Canaria, y ocupó el puesto del alcalde número 45 en esta ciudad desde su fundación. Renunció al cargo en octubre de 1932. En 1936 fue elegido presidente del comité local republicano y, con carácter interino, gobernador civil de la provincia de Las Palmas. 
Con el inicio de la guerra civil española fue encarcelado en los campos de concentración de La Isleta, Gando, la Prisión Provincial y Fyffes. En 1940, se reintegró al ejercicio de la abogacía, pero vería impedido su ejercicio de actividades políticas por la dictadura franquista.